# Gamarthe
Gamarthe est une commune française, située dans le département des Pyrénées-Atlantiques en région Nouvelle-Aquitaine.
Le gentilé est Gamartear.

## Géographie

### Localisation
La commune de Gamarthe se trouve dans le département des Pyrénées-Atlantiques, en région Nouvelle-Aquitaine.
Elle se situe à 107 km par la route de Pau, préfecture du département, à 55 km de Bayonne, sous-préfecture, et à 31 km de Mauléon-Licharre, bureau centralisateur du canton de Montagne Basque dont dépend la commune depuis 2015 pour les élections départementales.
La commune fait en outre partie du bassin de vie de Saint-Jean-Pied-de-Port.
Les communes les plus proches sont : 
Ainhice-Mongelos (1,1 km), Lacarre (2,1 km), Bustince-Iriberry (3,3 km), Ibarrolle (3,9 km), Jaxu (4,0 km), Bussunarits-Sarrasquette (4,8 km), Larceveau-Arros-Cibits (5,2 km), Lantabat (5,6 km).
Sur le plan historique et culturel, Gamarthe fait partie de la province de la Basse-Navarre, un des sept territoires composant le Pays basque,. La Basse-Navarre en est la province la plus variée en ce qui concerne son patrimoine, mais aussi la plus complexe du fait de son morcellement géographique. Depuis 1999, l'Académie de la langue basque ou Euskalzaindia divise la Basse-Navarre en six zones,. La commune est dans le Pays de Cize (Garazi), au sud-est de ce territoire.

### Communes limitrophes
Les communes limitrophes sont  Ainhice-Mongelos, Bussunarits-Sarrasquette, Ibarrolle, Lacarre et Larceveau-Arros-Cibits.
| Ainhice-Mongelos |                          | Larceveau-Arros-Cibits |
| Lacarre          | Gamarthe                 | Ibarrolle              |
|                  | Bussunarits-Sarrasquette |                        |

### Hydrographie

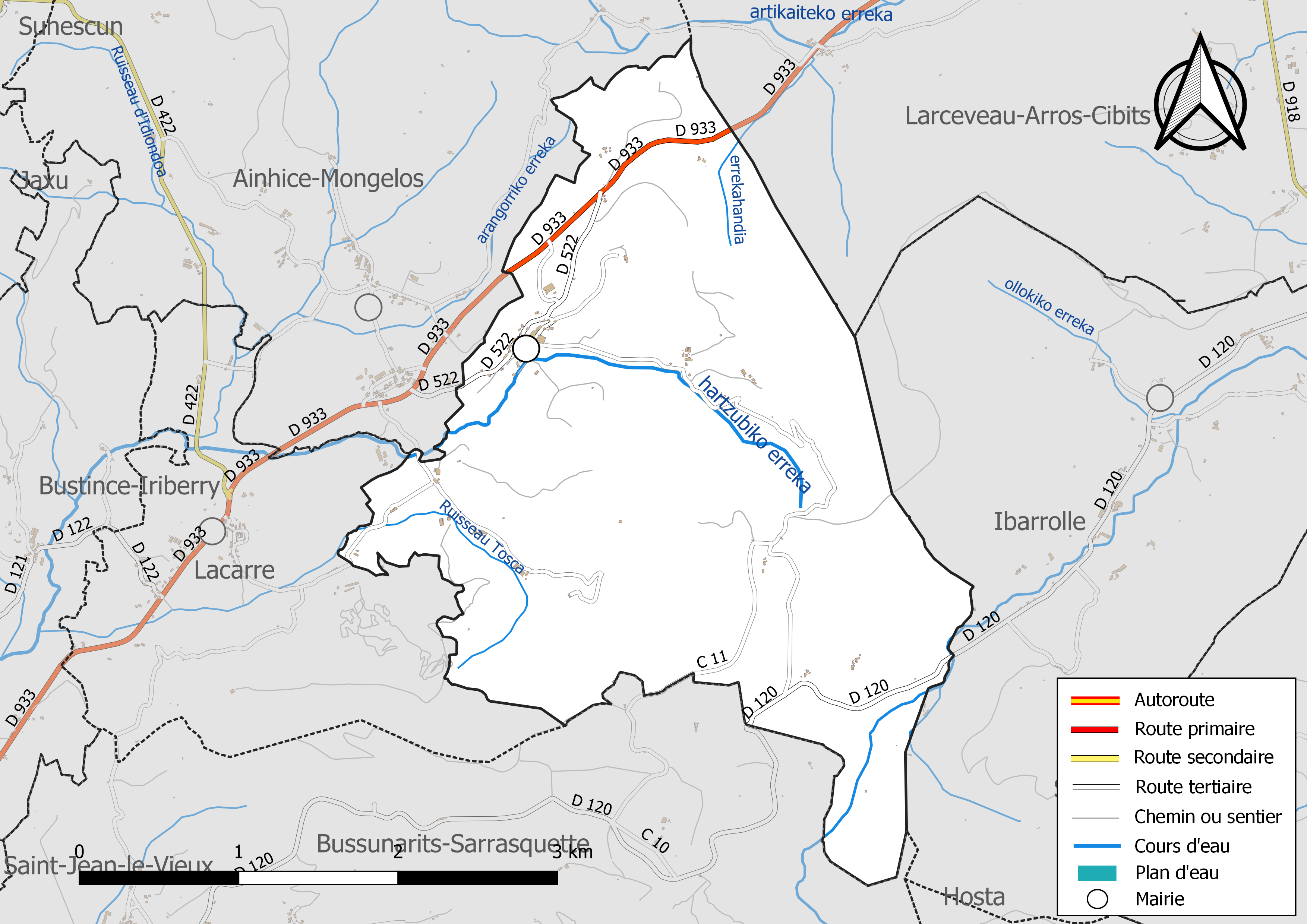
Réseaux hydrographique et routier de Gamarthe.

La commune est drainée par l'Arzubiko erreka, le ruisseau de Laminosine, arangorriko erreka, erreka Handia, le ruisseau Tosca, et par divers petits cours d'eau, constituant un réseau hydrographique de 7 km de longueur totale,.
L'Arzubiko erreka, d'une longueur totale de 13,2 km, prend sa source dans la commune et s'écoule du nord-est au sud-ouest. Il traverse la commune et se jette dans le Laurhibar à Saint-Jean-Pied-de-Port, après avoir traversé 7 communes.

### Climat
Pour des articles plus généraux, voir Climat de la Nouvelle-Aquitaine et Climat des Pyrénées-Atlantiques.
Historiquement, la commune est exposée à un micro climat océanique basque.  
En 2020, Météo-France publie une typologie des climats de la France métropolitaine dans laquelle la commune est exposée à un climat de montagne et est dans la région climatique Pyrénées atlantiques, caractérisée par une pluviométrie élevée (>1 200 mm/an) en toutes saisons, des hivers très doux (7,5 °C en plaine) et des vents faibles.
Pour la période 1971-2000, la température annuelle moyenne est de 13,2 °C, avec une amplitude thermique annuelle de 13,1 °C. Le cumul annuel moyen de précipitations est de 1 523 mm, avec 12,4 jours de précipitations en janvier et 8,9 jours en juillet. Pour la période 1991-2020, la température moyenne annuelle observée sur la station météorologique la plus proche, située sur la commune de Bustince-Iriberry à 4 km à vol d'oiseau, est de 13,9 °C et le cumul annuel moyen de précipitations est de 1 327,4 mm,. Pour l'avenir, les paramètres climatiques de la commune estimés pour 2050 selon différents scénarios d’émission de gaz à effet de serre sont consultables sur un site dédié publié par Météo-France en novembre 2022.

### Milieux naturels et biodiversité

#### Réseau Natura 2000
Le réseau Natura 2000 est un réseau écologique européen de sites naturels d'intérêt écologique élaboré à partir des Directives « Habitats » et « Oiseaux », constitué de zones spéciales de conservation (ZSC) et de zones de protection spéciale (ZPS).
Deux sites Natura 2000 ont été définis sur la commune au titre de la « directive Habitats », : 
- « la Nive », d'une superficie de 9 473 ha, un des rares bassins versants à accueillir l'ensemble des espèces de poissons migrateurs du territoire français, excepté l'Esturgeon européen[23] ;
- « la Bidouze (cours d'eau) », d'une superficie de 2 570 ha, un vaste réseau hydrographique drainant les coteaux du Pays basque[24].

#### Zones naturelles d'intérêt écologique, faunistique et floristique
L’inventaire des zones naturelles d'intérêt écologique, faunistique et floristique (ZNIEFF) a pour objectif de réaliser une couverture des zones les plus intéressantes sur le plan écologique, essentiellement dans la perspective d’améliorer la connaissance du patrimoine naturel national et de fournir aux différents décideurs un outil d’aide à la prise en compte de l’environnement dans l’aménagement du territoire.
Une ZNIEFF de type 2 est recensée sur la commune, : 
les « landes, bois et prairies du bassin de la Bidouze » (11 263,46 ha), couvrant 25 communes du département.

## Urbanisme

### Typologie
Au 1er janvier 2024, Gamarthe est catégorisée commune rurale à habitat très dispersé, selon la nouvelle grille communale de densité à sept niveaux définie par l'Insee en 2022.
Elle est située hors unité urbaine et hors attraction des villes,.

### Occupation des sols

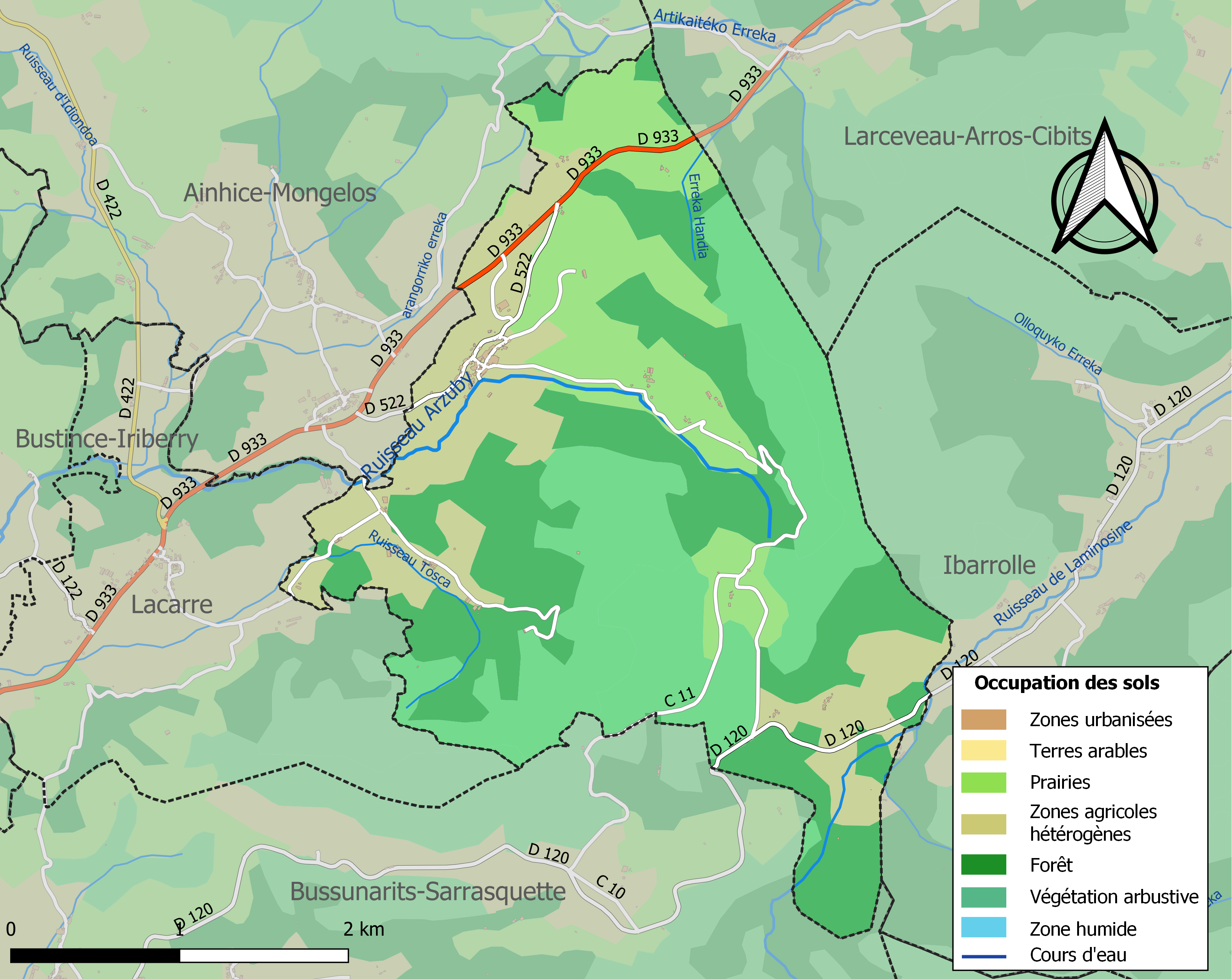
Carte des infrastructures et de l'occupation des sols de la commune en 2018 (CLC).

L'occupation des sols de la commune, telle qu'elle ressort de la base de données européenne d’occupation biophysique des sols Corine Land Cover (CLC), est marquée par l'importance des forêts et milieux semi-naturels (60,9 % en 2018), en diminution par rapport à 1990 (62,6 %). La répartition détaillée en 2018 est la suivante : 
forêts (32 %), milieux à végétation arbustive et/ou herbacée (28,9 %), zones agricoles hétérogènes (20,3 %), prairies (18,8 %). L'évolution de l’occupation des sols de la commune et de ses infrastructures peut être observée sur les différentes représentations cartographiques du territoire : la carte de Cassini (XVIIIe siècle), la carte d'état-major (1820-1866) et les cartes ou photos aériennes de l'IGN pour la période actuelle (1950 à aujourd'hui).

### Lieux-dits et hameaux
- Borde
- Bordaburua

### Voies de communication et transports
Gamarthe est desservie par les routes départementales D 933 (ancienne route nationale 133) et D 120.

### Risques majeurs
Le territoire de la commune de Gamarthe est vulnérable à différents aléas naturels : météorologiques (tempête, orage, neige, grand froid, canicule ou sécheresse), inondations, feux de forêts, mouvements de terrains et séisme (sismicité moyenne). Un site publié par le BRGM permet d'évaluer simplement et rapidement les risques d'un bien localisé soit par son adresse soit par le numéro de sa parcelle.
Certaines parties du territoire communal sont susceptibles d’être affectées par le risque d’inondation par une crue torrentielle ou à montée rapide de cours d'eau, notamment l'Hartzubiko erreka. La commune a été reconnue en état de catastrophe naturelle au titre des dommages causés par les inondations et coulées de boue survenues en 1982, 1983, 2009 et 2014,.
Gamarthe est exposée au risque de feu de forêt. En 2020, le premier plan de protection des forêts contre les incendies (PDPFCI) a été adopté pour la période 2020-2030. La réglementation des usages du feu à l’air libre et les obligations légales de débroussaillement dans le département des Pyrénées-Atlantiques font l'objet d'une consultation de public ouverte du 16 septembre au 7 octobre 2022,.
Les mouvements de terrains susceptibles de se produire sur la commune sont des affaissements et effondrements liés aux cavités souterraines (hors mines). Afin de mieux appréhender le risque d’affaissement de terrain, un inventaire national permet de localiser les éventuelles cavités souterraines sur la commune.

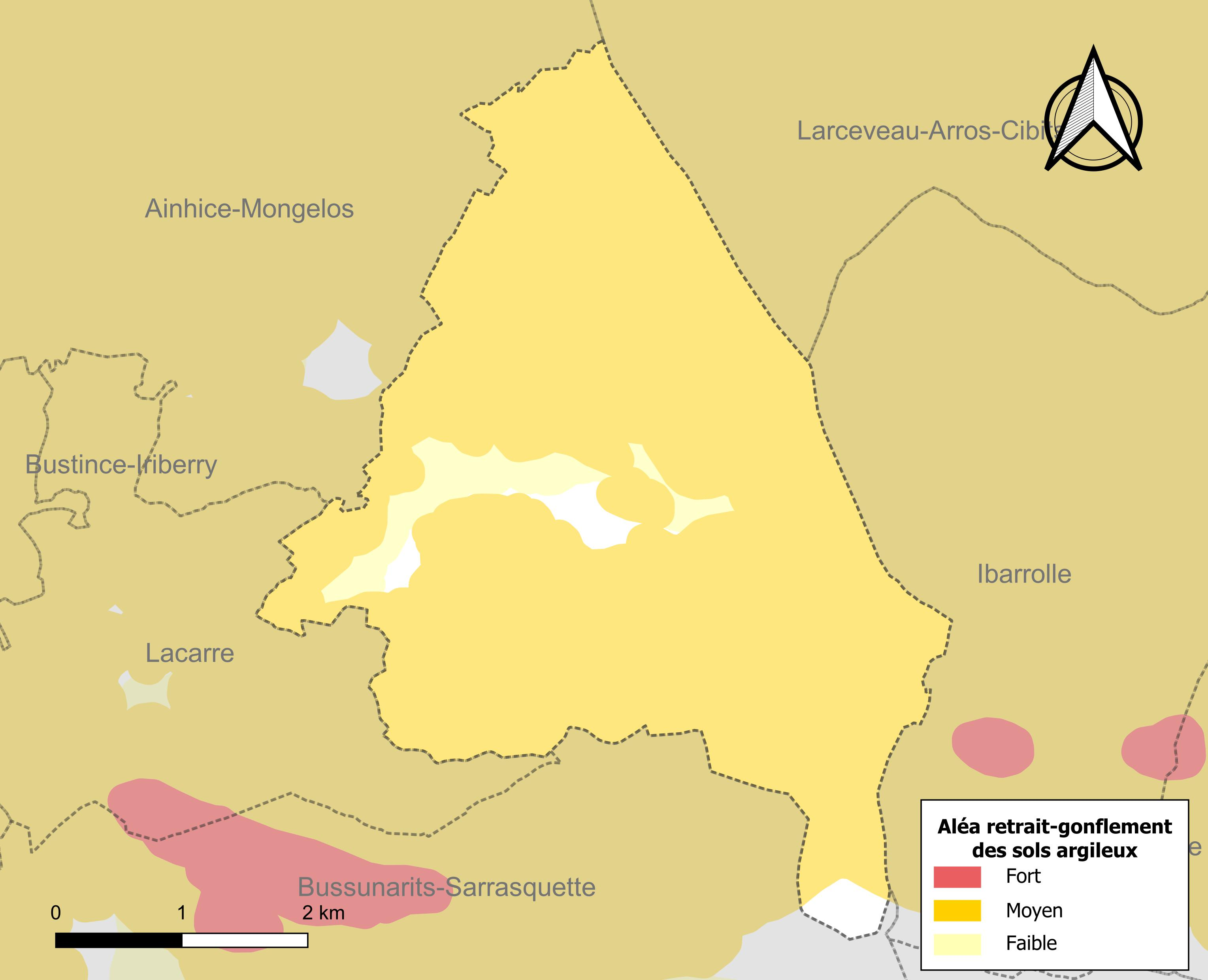
Carte des zones d'aléa retrait-gonflement des sols argileux de Gamarthe.

Le retrait-gonflement des sols argileux est susceptible d'engendrer des dommages importants aux bâtiments en cas d’alternance de périodes de sécheresse et de pluie. 93 % de la superficie communale est en aléa moyen ou fort (59 % au niveau départemental et 48,5 % au niveau national). Depuis le 1er octobre 2020, en application de la loi ELAN, différentes contraintes s'imposent aux vendeurs, maîtres d'ouvrages ou constructeurs de biens situés dans une zone classée en aléa moyen ou fort,.

## Toponymie

### Attestations anciennes
Le toponyme Gamarthe apparaît sous les formes 
Amoart (1292), 
Gamoart (1304 et 1513, titres de Pampelune pour cette dernière date) et 
Sanctus Laurentius de Gamarte (1767, collations du diocèse de Bayonne). Gamo désignant une source de nature particulière. Des sources ferrugineuses sont connues dans la commune.

### Graphie basque
Son nom basque actuel est Gamarte.

## Histoire
À l'époque romaine Gamarthe est situé dans le pagus de Cize et peuplé par les Tarbelles. Il se trouve sur la voie romaine Bordeaux-Astorga, décrite par l'itinéraire d'Antonin. On en trouve quelques traces qui permettent de la situer. Le tracé adopté était Lacarre - Gamarthe Errekartea -  Gamarthe bourg - Gamarthe Galcetaburu - Utxiat.
À l'élection présidentielle de 2012, lors du premier tour, cette commune a réalisé le second score le plus élevé de France en faveur de Philippe Poutou avec 14,29 % des voix exprimées.

## Politique et administration
| Période                                  | Période  | Identité              | Étiquette | Qualité |
| ---------------------------------------- | -------- | --------------------- | --------- | ------- |
| 1876                                     |          | Esponde               |           |         |
| 1882                                     |          | Pierre Etchegoin      |           |         |
| avant 1988                               | 2001     | Jean-Claude Luro      |           |         |
| 2001                                     | 2014     | Jean-Baptiste Loyatho | REG       |         |
| 2014                                     | En cours | Jean-Michel Bicain    | EHBAI     |         |
| Les données manquantes sont à compléter. |          |                       |           |         |

### Intercommunalité
La commune appartient à six structures intercommunales :
- la communauté d'agglomération du Pays Basque ;
- le syndicat d’énergie des Pyrénées-Atlantiques ;
- le syndicat Gamarthe - Lacarre ;
- le syndicat intercommunal pour l'aménagement et la gestion de l'abattoir de Saint-Jean-Pied-de-Port ;
- le syndicat intercommunal pour le soutien à la culture basque ;
- le syndicat scolaire du RPI Ainhice -  Gamarthe - Lacarre.

## Population et société

### Démographie
L'évolution du nombre d'habitants est connue à travers les recensements de la population effectués dans la commune depuis 1793. Pour les communes de moins de 10 000 habitants, une enquête de recensement portant sur toute la population est réalisée tous les cinq ans, les populations de référence des années intermédiaires étant quant à elles estimées par interpolation ou extrapolation. Pour la commune, le premier recensement exhaustif entrant dans le cadre du nouveau dispositif a été réalisé en 2007.

En 2022, la commune comptait 127 habitants, en évolution de +4,1 % par rapport à 2016 (Pyrénées-Atlantiques : +3,78 %, France hors Mayotte : +2,11 %).
| 1793 | 1800 | 1806 | 1821 | 1831 | 1836 | 1841 | 1846 | 1851 |
| ---- | ---- | ---- | ---- | ---- | ---- | ---- | ---- | ---- |
| 271  | 180  | 279  | 304  | 289  | 323  | 312  | 260  | 262  |

| 1856 | 1861 | 1866 | 1872 | 1876 | 1881 | 1886 | 1891 | 1896 |
| ---- | ---- | ---- | ---- | ---- | ---- | ---- | ---- | ---- |
| 260  | 258  | 239  | 232  | 250  | 245  | 238  | 217  | 219  |

| 1901 | 1906 | 1911 | 1921 | 1926 | 1931 | 1936 | 1946 | 1954 |
| ---- | ---- | ---- | ---- | ---- | ---- | ---- | ---- | ---- |
| 214  | 189  | 192  | 185  | 185  | 174  | 169  | 161  | 159  |

| 1962 | 1968 | 1975 | 1982 | 1990 | 1999 | 2006 | 2007 | 2012 |
| ---- | ---- | ---- | ---- | ---- | ---- | ---- | ---- | ---- |
| 137  | 132  | 113  | 113  | 105  | 105  | 113  | 114  | 123  |

| 2017 | 2022 | - | - | - | - | - | - | - |
| ---- | ---- | - | - | - | - | - | - | - |
| 126  | 127  | - | - | - | - | - | - | - |

## Économie
L'activité est principalement agricole. La commune fait partie de la zone d'appellation de l'ossau-iraty.
La commune accueille la SARL Ferme Elizaldia (préparation industrielle de produits à base de viande) qui fait partie des cinquante premières entreprises agroalimentaires du département.

## Culture locale et patrimoine
Langues
D'après la Carte des Sept Provinces Basques éditée en 1863 par le prince Louis-Lucien Bonaparte, le dialecte basque parlé à Gamarthe est le bas-navarrais oriental.

### Patrimoine civil

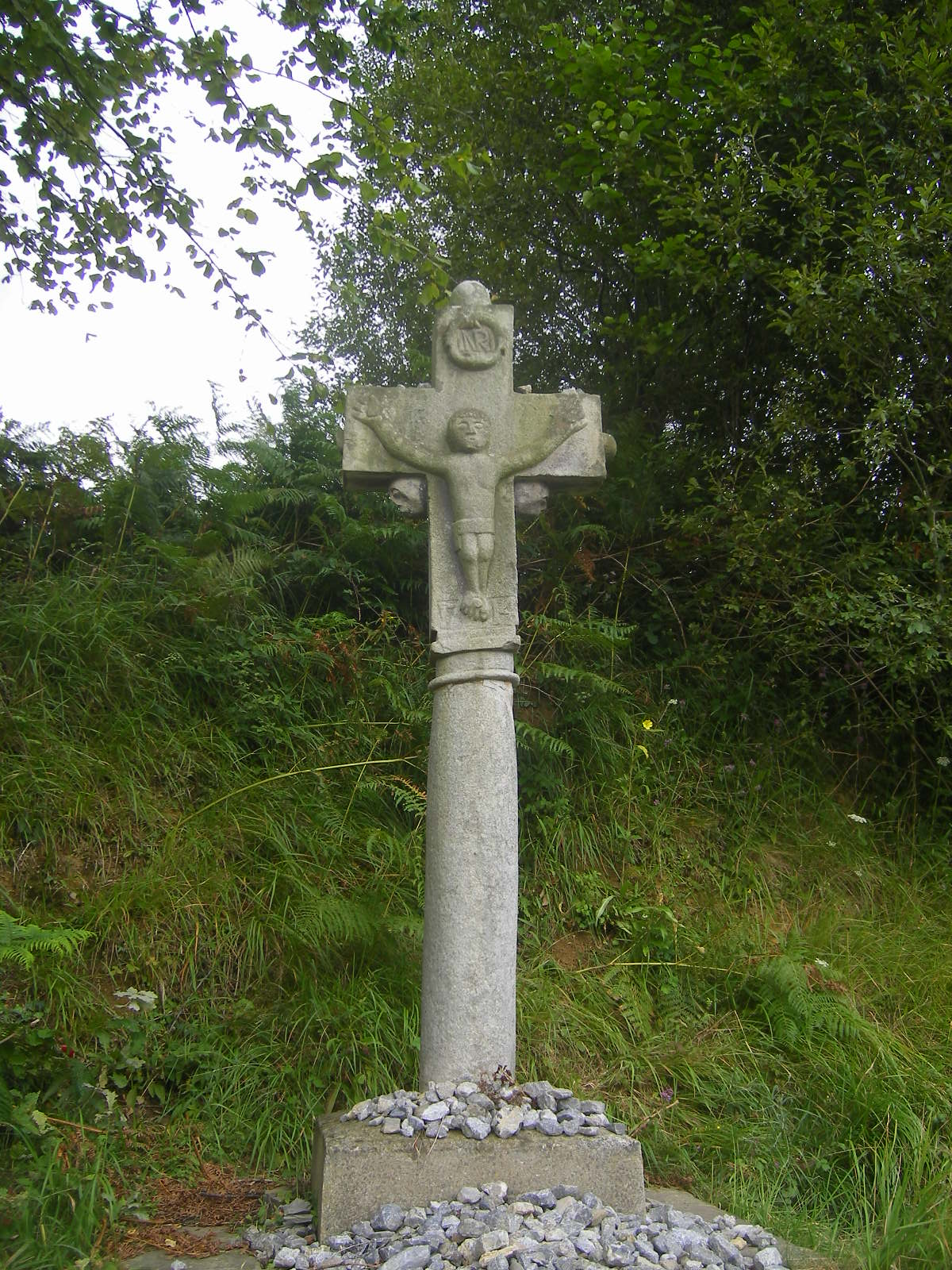
La croix de Galzetaburu (XVIIIe siècle).

- Les fermes Bidegainea[57] et Bordaburua[58] datent du XVIIe siècle.

### Patrimoine religieux
- L'église Saint-Laurent[59] date du Moyen Âge.
- La croix de Galcetaburu[60] date du XVIIIe siècle. Son envers reproduit le Vexilla Regis  « O Crux ave, spes unica »[61]. À la date de sa construction elle était voisine d'une chapelle aujourd'hui disparue[Carte 6].